# Mîhnivți, Lubnî
Mîhnivți (în ucraineană Михнівці) este localitatea de reședință a comunei Mîhnivți din raionul Lubnî, regiunea Poltava, Ucraina.

## Demografie
Componența lingvistică a localității Mîhnivți
     Ucraineană (98,65%)
     Rusă (1,35%)
Conform recensământului din 2001, majoritatea populației localității Mîhnivți era vorbitoare de ucraineană (98,65%), existând în minoritate și vorbitori de rusă (1,35%).